# Nobelova nagrada za književnost
Nobelova nagrada za književnost (švedsko Nobelpriset i litteratur) je ena od Nobelovih nagrad, ki jih od leta 1901 podeljuje švedski Nobelov sklad za pomembne dosežke v književnosti. Nagrajence izbira osemnajstčlanska komisija, sestavljena iz članov Švedske akademije, za avtorjev opus v celoti, čeprav včasih izpostavi konkretna dela. Je ena od petih nagrad, ki jih je švedski izumitelj Alfred Nobel predvidel v svoji oporoki. V njej je naročil, naj dobi nagrado za književnost pisatelj, ki je ustvaril »na področju književnosti najodličnejše delo v idealni smeri« (švedsko »den som inom litteraturen har producerat det mest framstående verket i en idealisk riktning«); komisija to »idealno smer« interpretira kot vrsto idealizma, ki poveličuje človekove pravice v širokem smislu.
Kljub kritikam na račun izbora velja za najprestižnejšo nagrado za književnost na svetu.

## Seznam prejemnikov
1901 : Sully Prudhomme
1902 : Theodor Mommsen
1903 : Bjørnstjerne Martinus Bjørnson
1904 : Frédéric Mistral, José Echegaray y Eizaguirre
1905 : Henryk Sienkiewicz
1906 : Giosuè Carducci
1907 : Rudyard Kipling
1908 : Rudolf Christoph Eucken
1909 : Selma Lagerlöf
1910 : Paul Johann Ludwig Heyse
1911 : grof Maurice (Mooris) Polidore Marie Bernhard Maeterlinck
1912 : Gerhart Johann Robert Hauptmann
1913 : sir Rabindranath Tagore
1915 : Romain Rolland
1916 : Carl Gustaf Verner von Heidenstam
1917 : Karl Adolph Gjellerup, Henrik Pontoppidan
1919 : Carl Friedrich Georg Spitteler
1920 : Knut Hamsun
1921 : Anatole France
1922 : Jacinto Benavente
1923 : William Butler Yeats
1924 : Władysław Stanisław Reymont
1925 : George Bernard Shaw (sprejel čast, zavrnil denar)
1926 : Grazia Deledda
1927 : Henri Bergson
1928 : Sigrid Undset
1929 : Thomas Mann
1930 : Sinclair Lewis
1931 : Erik Axel Karlfeldt
1932 : John Galsworthy
1933 : Ivan Aleksejevič Bunin
1934 : Luigi Pirandello
1936 : Eugene Gladstone O'Neill
1937 : Roger Martin du Gard
1938 : Pearl Sydenstricker Buck
1939 : Frans Eemil Sillanpää
1944 : Johannes Vilhelm Jensen
1945 : Gabriela Mistral
1946 : Hermann Hesse
1947 : André Paul Guillaume Gide
1948 : Thomas Stearns Eliot
1949 : William Cuthbert Faulkner
1950 : grof Bertrand Arthur William Russell
1951 : Pär Fabian Lagerkvist
1952 : François Mauriac
1953 : sir Winston Leonard Spencer Churchill
1954 : Ernest Miller Hemingway
1955 : Halldór Kiljan Laxness
1956 : Juan Ramón Jiménez
1957 : Albert Camus
1958 : Boris Leonidovič Pasternak
1959 : Salvatore Quasimodo
1960 : Saint-John Perse
1961 : Ivo Andrić
1962 : John Ernst Steinbeck
1963 : Giorgos Seferis
1964 : Jean-Paul Sartre (zavrnil nagrado)
1965 : Mihail Aleksandrovič Šolohov
1966 : Shmuel Yosef Agnon, Nelly Sachs
1967 : Miguel Angel Asturias
1968 : Yasunari Kawabata
1969 : Samuel Beckett
1970 : Aleksander Izajevič Solženicin
1971 : Pablo Neruda
1972 : Heinrich Böll
1973 : Patrick Victor Martindale White
1974 : Eyvind Johnson, Harry Martinson
1975 : Eugenio Montale
1976 : Saul Bellow
1977 : Vicente Aleixandre
1978 : Isaac Bashevis Singer
1979 : Odiseas Elitis
1980 : Czesław Miłosz
1981 : Elias Canetti
1982 : Gabriel García Márquez
1983 : William Gerald Golding
1984 : Jaroslav Seifert
1985 : Claude Simon
1986 : Wole Soyinka
1987 : Josip Aleksandrovič Brodski (Joseph Brodsky)
1988 : Naguib Mahfouz
1989 : Camilo José Cela Trulock
1990 : Octavio Paz
1991 : Nadine Gordimer
1992 : Derek Walcott
1993 : Toni Morrison
1994 : Kenzaburo Oe
1995 : Seamus Heaney
1996 : Wisława Szymborska
1997 : Dario Fo
1998 : José Saramago
1999 : Günter Grass
2000 : Gao Šingdžjan
2001 : sir Vidiadhar Surajprasad Naipaul
2002 : Imre Kertész
2003 : John Maxwell Coetzee
2004 : Elfriede Jelinek
2005 : Harold Pinter
2006 : Orhan Pamuk
2007 : Doris Lessing
2008 : Jean-Marie Gustave Le Clézio
2009 : Herta Müller
2010 : Mario Vargas Llosa
2011 : Tomas Tranströmer
2012 : Mo Jan
2013 : Alice Munro
2014 : Patrick Modiano
2015 : Svetlana Aleksijevič
2016 : Bob Dylan
2017 : Kazuo Išiguro
2018 : Olga Tokarczuk (podeljeno leta 2019)
2019 : Peter Handke
2020 : Louise Glück
2021 : Abdulrazak Gurnah
2022 : Annie Ernaux
2023 : Jon Fosse
2024 : Han Kang
Opomba: ženske dobitnice Nobelove nagrade za književnost so Selma Lagerlöf, Grazia Deledda, Sigrid Undset, Pearl S. Buck, Gabriela Mistral, Nelly Sachs, Toni Morrison, Nadine Gordimer, Wisława Szymborska, Elfriede Jelinek, Doris Lessing, Herta Müller, Alice Munro, Svetlana Aleksijevič, Olga Tokarczuk, Louise Glück, Annie Ernaux in Han Kang. Ostali dobitniki so moški.